# Jardim Jacqueline Kennedy
O Jardim Jacqueline Kennedy (em inglês:  Jacqueline Kennedy Garden) é um dos dois jardins da fachada sul da Casa Branca construído em frente a Colunata Leste. O outro é o Rose Garden.

## História
A ex-primeira-dama dos Estados Unidos, Edith Carrow Roosevelt, que estabeleceu o seu jardim chamado Colonial Garden, percebeu uma plantação semelhante, porém menos formal no lado leste da Casa Branca e que hoje é conhecido como Jacqueline Kennedy Garden. O jardim Jacqueline Kennedy começou a ser construído em 1913 pela primeira-dama Ellen Axson Wilson que demoliu o Jardim do Leste e designou uma lagoa central. Após sua morte em 1914, o jardim foi concluído pelo paisagista Beatrix Farrand.
Como os cuidados com a Casa Branca haviam diminuído consideravelmente durante o governo Kennedy, a primeira-dama Jacqueline Kennedy Onassis decidiu iniciar as obras com Rachel Lambert Mellon e Wheeler Perry para a restauração do jardim. Na época do assassinato do presidente Kennedy, o Rose Garden havia sido concluído e o outro jardim estava em andamento. 
Como forma de homenagem a Família Kennedy, a então primeira-dama Lady Bird Johnson batizou o jardim de "Jacqueline Kennedy Garden". Porém, os críticos de Lyndon Johnson dizem que ele designou esse como o nome oficial do jardim para conseguir o respeito de Jacqueline Kennedy.